# Johan Camargo
Johan Valentín Camargo Ramos (13 de diciembre de 1993) es un infielder panameño de béisbol profesional que pertenece a la organización de los Kansas City Royals de las Grandes Ligas (MLB). 
Juega para las Águilas Cibaeñas en el béisbol invernal de la República Dominicana.

## Carrera profesional

### Ligas menores
Camargo firmó con los Bravos de Atlanta a los 16 años de edad en julio de 2010 luego de destacar en el campeonato nacional de béisbol juvenil con el equipo juvenil de Panamá Metro. Después de perderse la temporada 2011, hizo su debut profesional en 2012 con los DSL Braves. En 2013 jugó con los Danville Braves de la liga de novatos, donde registró promedio de bateo de .294 en 57 juegos. Inició el 2014 en Clase A con los Rome Braves, antes de ganar una promoción a Clase A avanzada a final de temporada para jugar con los Lynchburg Hillcats. En ambos niveles en 2014, bateó .266 con 46 carreras impulsadas en 132 juegos. Camargo pasó el 2015 con los Carolina Mudcats de Clase A avanzada, bateando .258 con 32 carreras impulsadas en 130 juegos. Después de ser convocado al Juego de Estrellas en la Liga de Carolina, fue galardonado con un lugar en la Liga de Otoño de Arizona. Aunque había jugado principalmente como campocorto a lo largo de su carrera, Camargo comenzó el 2016 jugando en la segunda base para los Mississippi Braves de Clase AA para incluir en el equipo a jugadores como Ozzie Albies y Dansby Swanson. Cuando los tres estaban en el equipo, Camargo jugó en tercera base, y luego de que Swanson fuera promovido a las Grandes Ligas, se hizo cargo del campocorto. En el plato, Camargo bateó para .267 con una marca personal de 4 jonrones y 43 carreras impulsadas en 126 partidos. Los Bravos lo agregaron a su plantilla de 40 jugadores después de la temporada.

### Atlanta Braves
Aunque no fue incluido en el equipo para el Día Inaugural de la temporada 2017, Camargo fue llamado rápidamente por los Bravos desde los Gwinnett Braves de Clase AAA el 11 de abril de 2017, logrando debutar en Grandes Ligas esa misma noche. Luego de dos periodos de corta duración en las ligas mayores, el tiempo de juego de Camargo aumentó en el mes de junio cuando el antesalista Adonis García fue colocado en la lista de lesionados. Conectó su primer cuadrangular el 9 de julio, contra el lanzador de los Nacionales de Washington, Matt Grace.
Después de que Freddie Freeman regresara de la lista de lesionados y ocupara la tercera base, Camargo perdió tiempo de juego; sin embargo, rápidamente lo recuperó cuando los Bravos movieron a Dansby Swanson a la banca, quien finalmente fue degradado a Clase AAA. Finalizó la temporada 2017 con promedio de .299, cuatro jonrones y 27 impulsadas en 241 turnos al bate.
En 2018, Camargo jugó principalmente como el tercera base titular de los Bravos. Finalizó la temporada con promedio de .272, 19 jonrones y 76 impulsadas en 464 turnos al bate.
En 2019, bateó .233/.279/.384 con siete jonrones, 31 carreras anotadas y 32 impulsadas en solo 232 turnos al bate. Aunque fue usado principalmente como utility, jugó 21 encuentros como titular en el campocorto y nueve en la tercera base, en sustitución de Dansby Swanson y Josh Donaldson, respectivamente.
En 2020, bateó (.200/.244/.367) con cuatro jonrones, 16 carreras anotadas y nueve impulsadas. Jugó 21 juegos en la segunda base y 10 en la tercera base, pero no jugó en absoluto como campocorto por primera vez en su carrera en las mayores. 

## Liga Dominicana
Johan Camargo ha jugado para el equipo de las Águilas Cibaeñas en la República Dominicana y ha sido parte de los campeonatos del equipo en las temporadas 2018 y 2021.
También participó con el equipo dominicano campeón de la Serie del Caribe 2021.